# Incidente del Languedoc di Air France nel 1952
L'incidente del SNCASE Languedoc di Air France del 1952 avvenne il 3 marzo 1952 quando un SNCASE SE.161/P7 Languedoc dell'Air France si schiantò in fase di decollo dall'aeroporto di Nizza per l'aeroporto di Le Bourget, Parigi, uccidendo tutti i 38 occupanti a bordo. La causa dell'incidente fu l'inceppamento dei comandi degli alettoni, che di per sé venne causato da un difetto di progettazione. L'incidente fu il terzo peggior incidente in Francia all'epoca ed è il peggiore che coinvolga l'SNCASE Languedoc.

## L'aereo
L'aereo dell'incidente era uno SNCASE SE.161/P7 Languedoc, numero di serie 43, codice di registrazione F-BCUM. Il velivolo era alimentato da quattro motori Pratt & Whitney R-1830 SIC-3-G da 1.220 cavalli (910 kilowatt).

## L'incidente

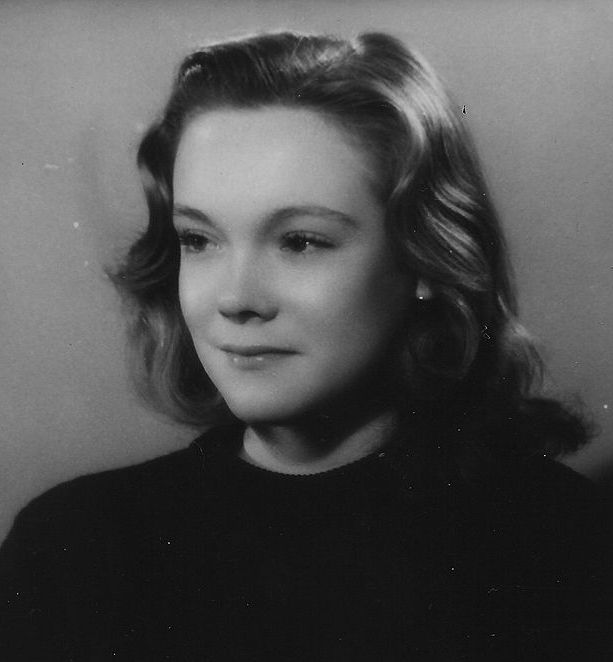
Lise Topart quattro anni prima dell'incidente che la uccise.

Poco dopo il decollo da Nizza verso l'aeroporto Le Bourget, l'aereo venne visto virare a sinistra, rotolare sulla schiena e schiantarsi a circa 1 chilometro (1.100 iarde) a nord dell'aeroporto. Tutti e quattro i membri dell'equipaggio e i 34 passeggeri a bordo morirono. Il volo era partito da Tunisi, Tunisia.
Tredici delle vittime erano britanniche, tra cui l'armatore John Emlyn-Jones e sua moglie. Tra le altre vittime si trovavano le attrici francesi Lise Topart e Michèle Verly e l'attrice e ballerina americana Harriet Toby. Inizialmente si disse che una donna francese fosse sopravvissuta all'incidente gravemente ferita, per poi morire in ospedale, portando il totale a 38 decessi.

## L'indagine
Gli investigatori scoprirono che la causa dell'incidente risiedeva nei comandi degli alettoni del copilota inceppatisi a causa di una catena scivolata via dalla sua ruota dentata. La difficoltà di impostare e ispezionare le catene nelle barre di controllo doppie è stata citata come un fattore che contribuì all'incidente.